# لويد بيكون
لويد فرانسيس بيكون (بالإنجليزية:Lloyd Francis Bacon) (مواليد 4 ديسمبر 1889 - وفيات 15 نوفمبر 1955). ممثل ومخرج وكاتب سيناريو وفودفيل أمريكي . كمخرج قدم فيلما في تقريبا جميع أنواع الغربيين والموسيقية والكوميدية، أفلام العصابات، الدراما والجريمة وكان أحد المديرين في وارنر بروس في عقد 1930 الذي ساعد في إعطاء هذا الاستوديو سمعتها شجاع، سريع الخطى "ممزقة من العناوين "أفلام الحركة.

## روابط خارجية
- لويد بيكون على موقع IMDb (الإنجليزية)
- لويد بيكون على موقع الموسوعة البريطانية (الإنجليزية)
- لويد بيكون على موقع روتن توميتوز (الإنجليزية)
- لويد بيكون على موقع ألو سيني (الفرنسية)
- لويد بيكون على موقع تيرنر كلاسيك موفيز (الإنجليزية)
- لويد بيكون على موقع أول موفي (الإنجليزية)
- لويد بيكون على موقع قاعدة بيانات الأفلام السويدية (السويدية)
- لويد بيكون على موقع إن إن دي بي (الإنجليزية)
- لويد بيكون على موقع قاعدة بيانات الفيلم (الإنجليزية)
- لويد بيكون على موقع كينوبويسك (الروسية)
- A Guide to Lloyd Bacon
- لويد بيكون على موقع فايند أغريف